# Erithalis odorifera
Erithalis odorifera är en måreväxtart som beskrevs av Nikolaus Joseph von Jacquin. Erithalis odorifera ingår i släktet Erithalis och familjen måreväxter. Inga underarter finns listade i Catalogue of Life.